# Франсис Понж
Франсѝс Жан Гасто̀н Алфрѐд Понж (на френски: Francis Jean Gaston Alfred Ponge) е френски поет и писател.

## Биография и творчество
Роден е на 27 март 1899 година в Монпелие в семейството на банкер протестант. Следва право в Парижкия университет, а от 1918 година служи в армията по време на Първата световна война. След войната става член на Френската секция на Работническия интернационал, дълго време работи в издателството „Галимар“ и „Ашет“. От началото на 20-те години публикува свои стихове и сътрудничи на литературното списания „Нувел Ревю Франсез“, най-известен става сборникът му от стихотворения в проза „Le Parti pris des choses“ (1942). От 1937 до 1947 година е член на Френската комунистическа партия, сътрудничи на нейни издания и участва в Съпротивата. От 1952 до 1965 година преподава в „Алианс Франсез“.
Първоначално Понж е близък с групата на сюрреалистите, но езиковите му търсения го отдалечават от тях предизвиквайки обаче интереса на философи като Сартър или Дерида. В средата на 60-те години публикувайки хвалебствено есе за Малерб губи подкрепата на много от по-ранните си почитатели.
Франсис Понж умира на 6 август 1988 в Бар сюр Лу. Пълни негови съчиненията му са издадени в два тпма от поредицата „Плеяд“ на издателя Галимар.

## Творчество
- Douze petits écrits, avec un portrait de Mania Mavro, NRF/Gallimard, 1926 (rééd. in Tome premier, 1965)
- Le Parti pris des choses, 1942.
- Le Carnet du bois de pins, 1947.
- Le Peintre à l'étude, Paris, Gallimard, 1948 – (студии за художници: Емил Пик, Жорж Брак… (rééd. in Tome premier, 1965)
- Proêmes, 1948
- Le Verre d'eau (avec Eugène de Kermadec), Éditions de la Galerie de Louise Leiris, Paris, 1949
- La Seine 1950, (с фотографии от Морис Блан), La Guilde du Livre, Lausanne
- La Rage de l'expression, 1952.

- Le Grand Recueil : I. „Méthodes“, 1961; II. „Lyres“, 1961; III „Pièces“, 1961.
- L'appareil du téléphone 1962.
- Le pain, 1962
- Pour un Malherbe, 1965.
- Le Savon, 1967.
- La Fabrique du Pré, 1971.
- Comment une figue de parole et pourquoi, 1977.
- Pratiques d'écriture.
- Œuvres complètes, La Pléiade volume I, 1999; volume II, 2002; Gallimard, Paris.
- Pages d'atelier, 1917-1982, 2005; Gallimard, Paris (Ensemble de textes inédits).